# NGC 3260
NGC 3260 é uma galáxia elíptica (E) localizada na direcção da constelação de Antlia. Possui uma declinação de -35° 35' 45" e uma ascensão recta de 10 horas, 29 minutos e 06,1 segundos.
A galáxia NGC 3260 foi descoberta em 2 de Maio de 1834 por John Herschel.